# Saprinus amethystinus
Saprinus amethystinus är en skalbaggsart som beskrevs av Lewis 1900. Saprinus amethystinus ingår i släktet Saprinus och familjen stumpbaggar. Inga underarter finns listade i Catalogue of Life.